# Joe Hisaiši
Joe Hisaiši (久石 譲, Hisaiši Džó) (* 6. prosince 1950, Nagano) je známý japonský hudební skladatel a režisér. Vytvořil od roku 1981 přes sto soundtracků i obvyklých alb, nejznámější je jeho hudba k filmům animátora Hajao Mijazakiho, včetně soundtracků k filmům Naušika z Větrného údolí (1983), Princezna Mononoke (1997) nebo Cesta do fantazie (2002), jež získala Oscara. Známá je také jeho spolupráce s filmařem Takeši Kitano, zejména soundtracky k filmům  Dolls (2002), Hana-Bi (1997) nebo Sonatine (1993). Méně známé jsou jeho jiné hudební role - působí také jako sazeč, hudební aranžér a dirigent.
Hisaiši – vlastním jménem Mamoru Fudžisawa (藤沢守, Fudžisawa Mamoru) – si zvolil svůj umělecký pseudonym podle amerického hudebníka a producenta Quincy Jonese. „Quincy“, v japonštině vyslovované „Kuiši“, je blízko japonské výslovnosti znaků kandži pro „Hisaiši“ a „Joe“ vzniklo zkrácením příjmení „Jones“.
Šestkrát získal Cenu japonské hudební akademie.